# Yimenosaure
El Yimenosaure (Yimenosaurus, "llangardaix de Yimen") és un gènere de dinosaure prosauròpode que va viure al Juràssic inferior. S'han recuperat nombroses restes fòssils de diversos individus en la regió de Yimen a la província xinesa del Yunnan.
L'espècie tipus, Y. youngi, fou anomenada per Ziqi Bai, Jie Yang i Guohui Wang l'any 1990. Les recontruccions es basen en esquelets quasi complets, als que els manquen parts de les extremitats.